# Zeitschrift für Psychologie
Die Zeitschrift für Psychologie ist die älteste psychologische Fachzeitschrift Europas und die zweitälteste der Welt. Sie wurde 1890 von Hermann Ebbinghaus drei Jahre nach dem American Journal of Psychology gegründet und ist ein Publikationsorgan für alle Gebiete der empirischen Psychologie. Bis 2006 erschien sie in deutscher Sprache, seit 2007 erscheint sie in englischer Sprache als Journal of Psychology.
Die Zeitschrift wird indexiert in Current Contents/Social and Behavioral Sciences (CC/S&BS), Social Sciences Citation Index (SSCI), Research Alert, PsyJOURNALS, PsycINFO, PsycLit, IBZ, ERIH und PSYNDEX.

## Geschichte
Sie ist mindestens die älteste europäische Zeitschrift, die „Psychologie“ im Namen führt. Wilhelm Wundt, der 1879 das erste Experimentalpsychologische Institut in Leipzig gründete, hatte 7 Jahre früher, 1883 die Zeitschrift Philosophische Studien begründet, wo er und seine Mitarbeiter ebenfalls experimentalpsychologische Arbeiten veröffentlichten. Da er sich als Philosoph sah, wollte er seine neue Psychologie aber als Teilgebiet der Philosophie sehen. Erst 1906 hat er die Zeitschrift in Psychologische Studien (Neue Folge der philosophischen Studien) umbenannt.
Die Zeitschrift wurde anfangs von Hermann Ebbinghaus und wechselnden Zweitherausgebern (Artur König, W. A. Nagel) herausgegeben und erschien im Johann Ambrosius Barth Verlag. Die empirische naturwissenschaftliche Ausrichtung drückte sich z. B. durch die Ergänzung „und Physiologie der Sinnesorgane“ aus. Sie war auch das Organ der Deutschen Gesellschaft für Psychologie, die 1904 als Gesellschaft für experimentelle Psychologie gegründet wurde. Ebbinghaus gehörte ebenfalls zum Initiativ-Komitee, die naturwissenschaftliche Orientierung der Zeitschrift entsprach den Zielen dieser Gesellschaft. Später wurde sie von F. Schumann und J. Rich. Ewald herausgegeben.
Zwischen 1945 und 1953 erschien die Zeitschrift nicht.
Während der Zeit der DDR erschien sie ab 1954 wieder als Zeitschrift für Psychologie und wurde mit der Zeitschrift für angewandte Psychologie und Charakterkunde (weiter als Untertitel) zusammengefasst (bis 1963) bzw. mit Zeitschrift für angewandte Psychologie und Sprache & Kognition (bis 2006) weiterhin im Johann Ambrosius Barth Verlag, bis 1990 in Leipzig. Erster Herausgeber und Wiederbegründer war Kurt Gottschaldt bis 1962. Es folgte Werner Fischel. Schriftleiter waren in den 70er und 80er Jahren Friedhart Klix mit Hans-Dieter Schmidt und Hubert Sydow. Sie war auch in dieser Zeit international ausgerichtet, herausgeberische Mitarbeiter waren z. B. aus der Schweiz, Österreich und der Bundesrepublik Deutschland. In den 90er Jahren lag die Schriftleitung bei Friedhart Klix, Winfried Hacker und Elke van der Meer. Als Verlag wird Joh. Ambrosius Barth Leipzig/Heidelberg angegeben.
Anschließend übernahm der Hogrefe Verlag Göttingen die Zeitschrift. Erster geschäftsführender Herausgeber war Bernd Leplow. Nach der Umstellung auf die englische Sprache führte die Zeitschrift kurzzeitig zusätzlich den Namen Journal of Psychology.
Es wurden auch einige Supplementbände herausgegeben, beispielsweise Forschungen zur Psychodiagnostik und Psychotherapie psychischer Fehlentwicklungen Supplement 1 1981; Forschungen zu stammesgeschichtlichen Verhaltensanpassungen Supplement 4 1932 mit Günter Tembrock; Psychologische Aspekte der Bildschirmarbeit als Supplement 5 1983, Macinter - Selected papers from workshops organized by the Network of Man-Computer Interaction Research (Macinter) of the International Union of Psychology als Supplement 9 1987 und das Supplement 11 1991 Experimentalpsychologie heute – 100 Jahre Zeitschrift für Psychologie als Symposiumsbericht.